# Lejeunea gaudichaudii
Lejeunea gaudichaudii là một loài Rêu trong họ Lejeuneaceae. Loài này được (Gottsche) Stephani mô tả khoa học đầu tiên.